# 国際タイポグラフィー様式

1898年、H. ベルトールドAG活字鋳造所設計のAkzidenz-Grotesk（アクチデンツ・グロテスク）。この書体は近代スイス・スタイルの顕著な特徴ともなった。

国際タイポグラフィー様式 (International Typographic Style、スイス・スタイル (Swiss Style) とも) は、清潔感・可読性・客観性を追求したグラフィックデザインの様式である。1920年代のロシア、オランダ、ドイツで発祥し、1950年代にスイスで発展した。 この様式は、建築や芸術を含むあらゆるデザイン分野に衝撃を与えたモダニズム運動の一部であり、グラフィックデザインにも多大な影響を与えた。左右非対称のレイアウト、グリッドの利用、Akzidenz-Grotesk（1957年リリースのHelveticaの原型となった）のようなサンセリフ書体、左揃え右ラグ組み（段落の左側の文字を揃え、右側は自然のままに不揃いにしておく）のような書体などが特徴である。また、イラストや絵の代わりに写真が使われる。初期の国際タイポグラフィー様式の作品の多くは、書体自体を本文としてだけでなく主要な図案要素として用いた。 スイスではドイツ語、フランス語、イタリア語など地方によって言語が違い、数カ国語が同時に記載される場合が多々あったので、ここからこのスタイルの名前が付けられたと言われる。デザイン分野におけるこの大きなムーブメントは、今なおデザイン戦略や理論などにその影響を見て取ることができる。

## 歴史
国際タイポグラフィー様式は、それまでの伝統的書体の背景の意味に影響されない、客観的な情報伝達を目指して発起されたスタイルである。ベルトールド活字鋳造所がそのコンセプトに沿って設計したアクチデンツ・グロテスクを1896年にリリースし、これをきっかけとして、メッセージを明瞭かつ普遍的な方法で伝えようとするモダニズム運動の中で国際タイポグラフィー様式は進化を遂げた。この運動の初期において、著名なスイスのデザインスクール2校がこれに重要な貢献をした。19世紀に始まった、グリッドを下地としたグラフィックデザイン技術をもって、1908年のバーゼルデザイン学校の基礎学科創設の足がかりとなった。 それからわずか後の1918年、エルンスト・ケラー (Ernst Keller) はチューリッヒ芸術大学の教授となり、グラフィックデザインならびにタイポグラフィ科を立ち上げた。彼は生徒たちに具体的な手法のみを教えるよりも、“デザイン上の問題に対する解決策は、その内容から自ずと明らかである” というその様式における哲学を熱心に指導した。 問題自体から生まれるデザインという、ソリューションとしてのこの理念は、それまでの “美のための美” あるいは “美そのものを目的とした美の創造” に焦点を当てた芸術に対する答えでもあった。ケラーの作品には、意匠設計の背景にあるそれぞれの意味をより深く表すシンプルな幾何形態と鮮やかな色彩、想像力を掻き立てる視覚要素が用いられる。 

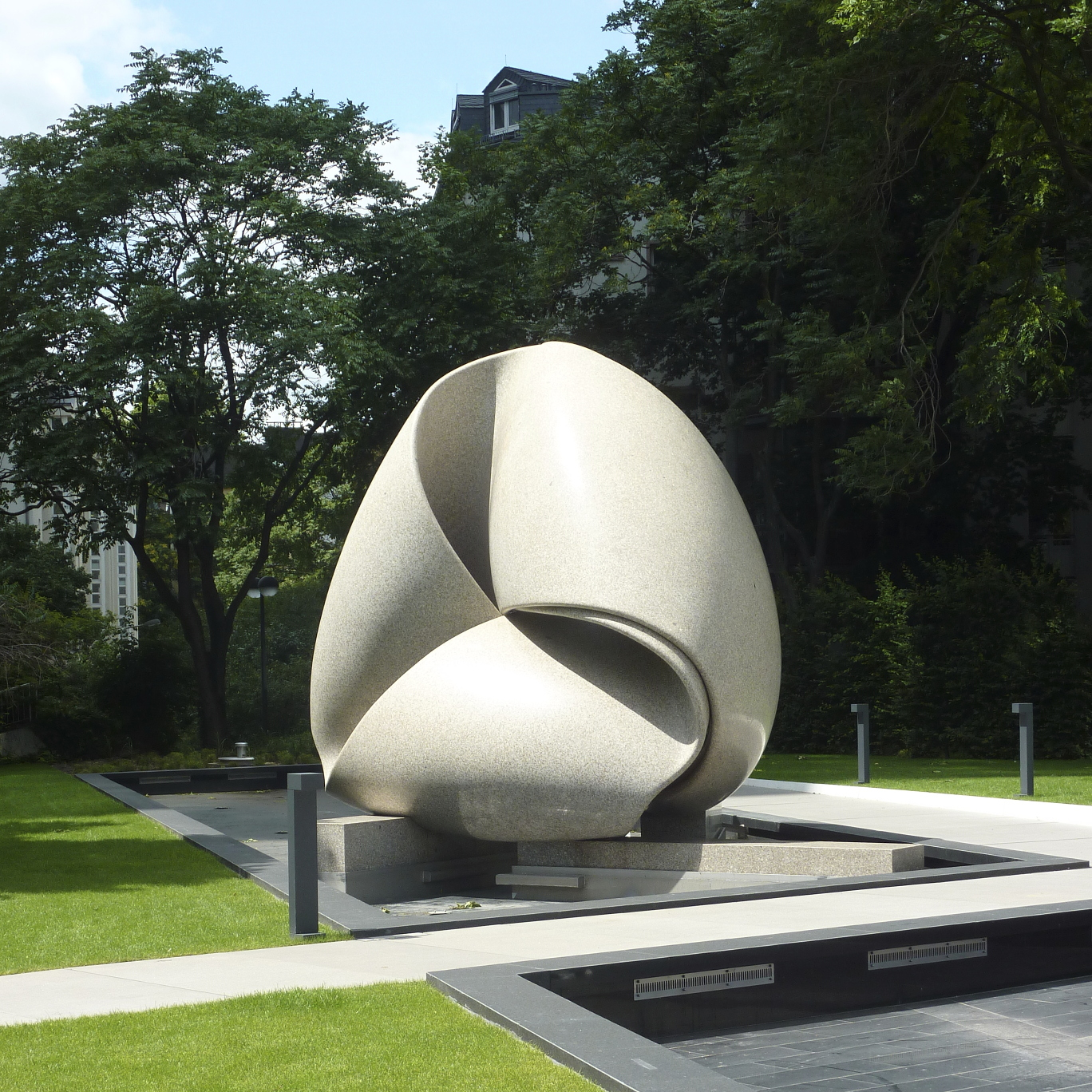
Kontinuität (Continuity、連続 (性)、“フランクフルトの巨像” とも) マックス・ビル (Max Bill、1986年、花崗岩)

このスタイルの初期のパイオニアには、テオ・バルマー (Théo Ballmer)、マックス・ビル (Max Bill) などがいる。
1950年代、国際タイポグラフィー様式の特徴を抽出したような、Univers（ユニバース）などのサンセリフ書体ファミリーが生まれた。Universは、マックス・ミーディンガーとその共同制作者エドゥアルド・ホフマン (Edouard Hoffman) による設計であり、のちにHelvetica（ヘルベチカ） と名を変える書体、Neue Haas Grotesk（ノイエ・ハース・グロテスク） 誕生の道を示した書体である。Helveticaの目的は “長文に耐え、かつ高い可読性を維持する純正な書体“ であった。国際タイポグラフィー様式の発展に重要な役割を果たした影響力あるデザイナーたちが編集した “ニュー・グラフィック・デザイン” (New Graphic Design) の刊行 (1959年) を足がかりに、この運動は徐々に整理されていった。この刊行物は、国際タイポグラフィー様式における多くの重要な要素—内容の視覚的デモンストレーション—を通じ国外にも販路を拡大、こうしてこの運動はスイスの国境を越えていった。編集者の一人であるヨゼフ・ミュラー＝ブロックマン (Josef Müller-Brockmann) は、“客観的かつ非個人的な体裁を通して、デザイナーの主観的な感情や伝達技術に左右されずにユーザーに伝えることができる、絶対的で普遍的な視覚表現の形式を模索した。” ミュラー＝ブロックマンの多くの作品には、その理念を伝える客観的記号としての大判写真がとりわけ明瞭で力強く用いられている。
第二次世界大戦が終結すると国際貿易は増加、各国間の結びつきはより強いものになっていった。これらの関係の進歩の鍵を握る書体とデザイン—明瞭さ、客観性、地域を問わず使える図案や記号—は、国際的なパートナー間のコミュニケーションにおいて不可欠であった。国際タイポグラフィー様式は、この変化しつつあったコミュニケーション需要にぴったりと合致し、スイスを越えてはるかアメリカへと拡大した。
ルドルフ・デ・ハラックは、スイス・デザインと自身のデザインスタイルを融合させた最初のアメリカ人デザイナーの一人である。 ハラックの作品における国際タイポグラフィー様式の影響は、1960年代に彼が手掛けたマグロウヒル出版社の多くの本の装丁デザインに見てとれる。それぞれの表紙には、タイトルと著者名がしばしばグリッド上—左揃え、右ラグ組み—に整列し、その本のテーマを明確に表す一つの印象的なグラフィックが表紙のほとんどを覆う。また、このスタイルは1960年代以降のアメリカの会社や組織で、およそ20年に渡って盛んに取り入れられた。このスタイルをとりわけ好んだ機関の一つにマサチューセッツ工科大学がある。

## 関連した芸術運動
1900年代にはデザインベースの芸術運動が他にも形成されており、国際タイポグラフィー様式に影響を与え、また逆に影響を受けることで発展していった。これらの運動は建築、文学、グラフィックデザイン、絵画、彫刻など複数の芸術分野に跨がる形で広がりを見せた。

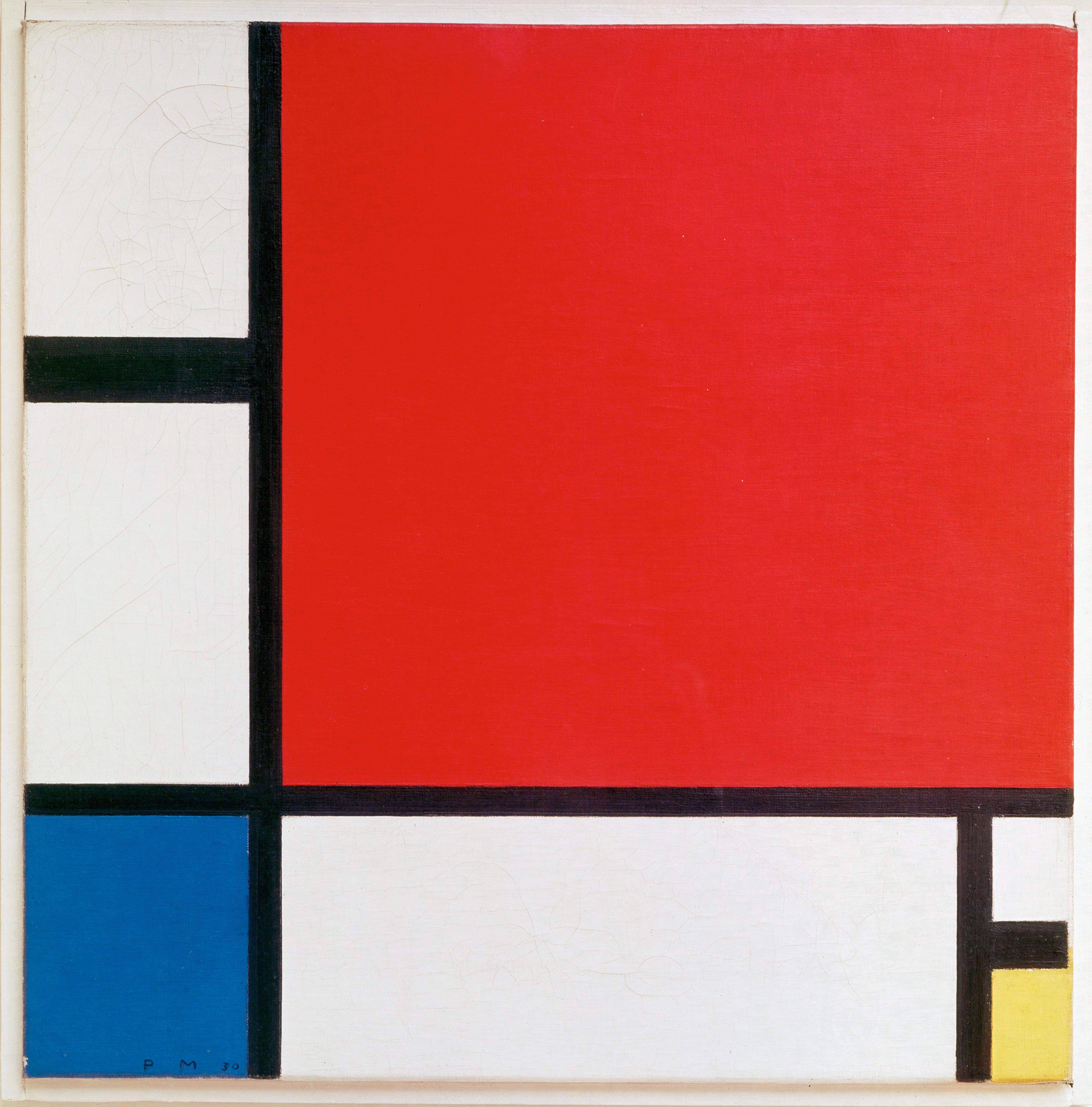
Composition II in Red, Blue, and Yellow (赤、青および黄のコンポジション)、ピエト・モンドリアン (1930年)、チューリッヒ美術館蔵

デ・ステイル De Stijl
1917年 – 1930年、オランダでひときわ目立った芸術運動。 新造形主義 (ネオプラスティシズム、neoplasticism) とも呼ばれ、その芸術論において新たな精神的調和と秩序に基づいたユートピアを模索した。白と黒、原色のみを用いた垂直あるいは水平の構図、形態および色彩の要素を削ることで本質に迫ろうとした、純粋抽象美術の手法である。
提唱者：ピエト・モンドリアン、フィルモス・フサール、Bart van der Hoffら画家、またロバート・ファント・ホッフ、ヘリット・リートフェルト、J.J.P.アウトら建築家 他

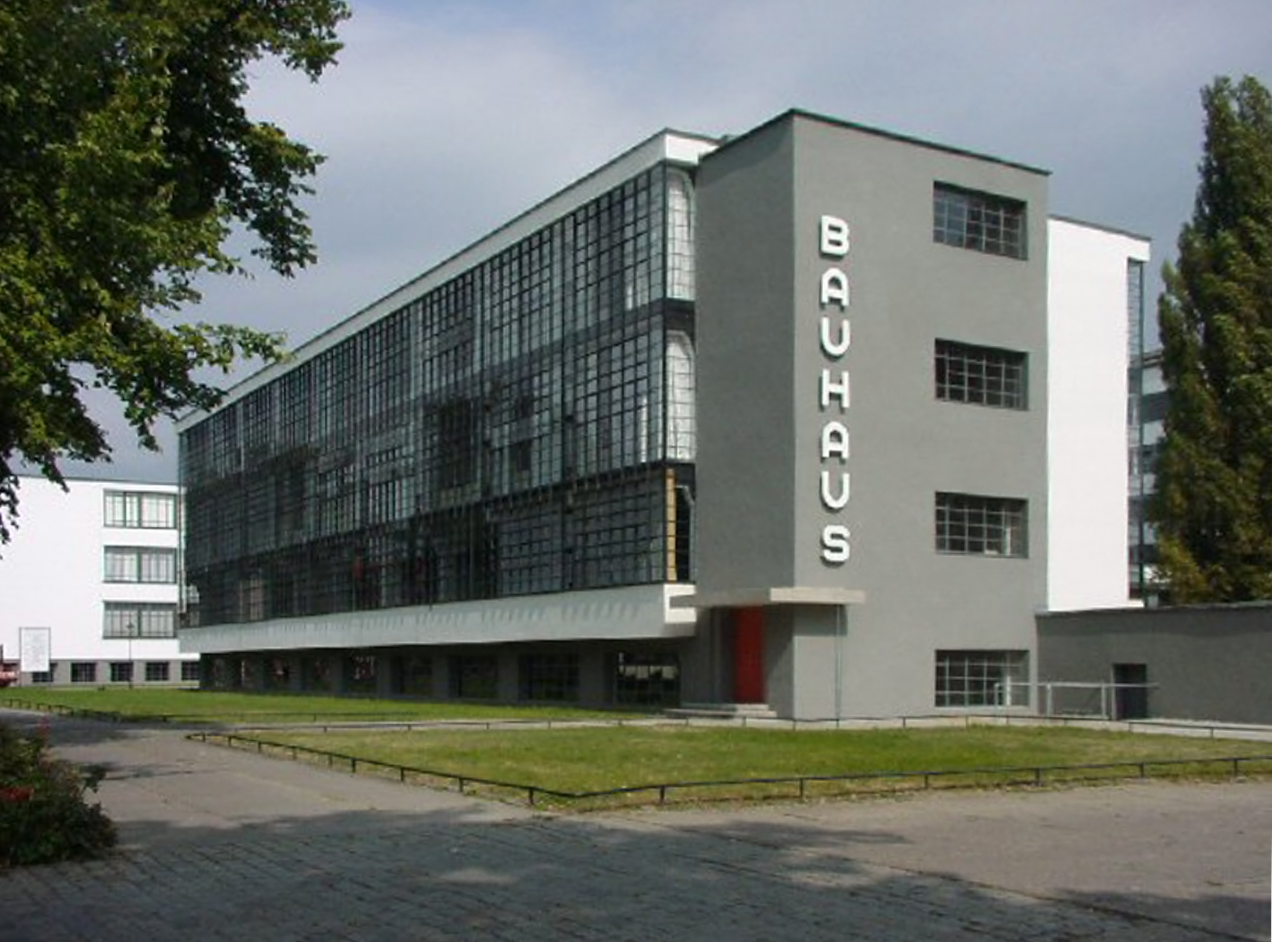
ドイツ、デッサウにあるバウハウスの校舎。ヴァルター・グロピウス設計 (1926年)

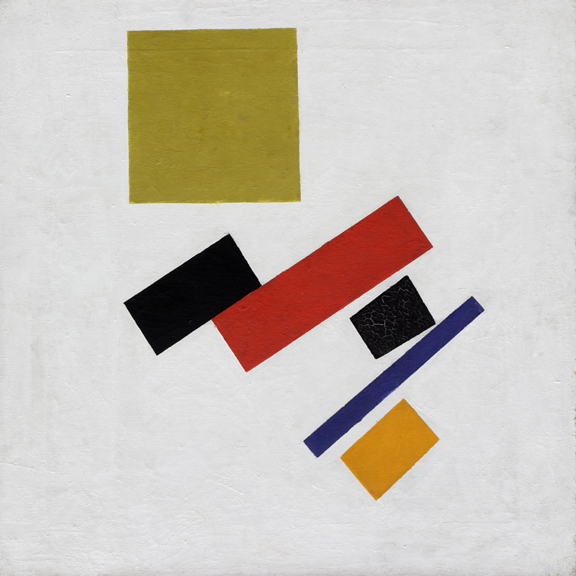
シュプレマティスムの一例。カジミール・マレーヴィチ (Kazimir Malevich、1915年)

バウハウス Bauhaus
1919年、ドイツ。幾何形態の純粋さに重きを置き、装飾を用いず “形態は機能に従う” (‘form follows function’) をモットーとした。この運動の中心となったのは、ヴァルター・グロピウスが創立した工芸とファインアートの融合を行うデザインスクールである。その目的は、デザイン上の問題全てに適用しうるスタイルを推し進めるために、形態より機能を重視することの本質に向けたものづくりであり、そのスタイルこそが国際タイポグラフィー様式である。
提唱者：ヴァルター・グロピウス、パウル・クレー、ジョゼフ・アルバース、ワシリー・カンディンスキー、モホリ＝ナジ・ラースロー、ヘルベルト・バイヤー 他
ロシア構成主義 Constructivism
1920年代、ロシア。抽象的かつ表情豊かな構造形態と、様々な機械的モチーフの組み合わせによって展開されるデザイン。幾何形態の変形、モンタージュ写真、絞った色数などを特徴とする、美術や建築哲学を基盤に興った運動。
シュプレマティスム Suprematism
1913年、ロシア。精神性とその価値を表現するための、幾何形態の平易化と純粋さに焦点を当てた芸術運動。
国際タイポグラフィー様式を含むこれらすべての運動は、幾何形態および色彩による段階構造で情報伝達する、魅力に溢れた視覚的要素を持つ還元主義的な純粋さが特徴である。

## 理論
“形態は機能に従う” というバウハウスのマントラは、国際タイポグラフィー様式のデザインの本質に通じており、それはディテール (細部) 、精巧さ、技術、教育とデザイン手法の仕組み、技術訓練を中心としている。 またこの理論は、デザイン上の課題に特有の仕組みに対しての批判的アプローチを主とする。
一例として、国際タイポグラフィー様式の父、エルンスト・ケラーは、デザインを以て何かを解決する際は常にその内容を尊重したものであるべきだと語っている。
数学の問題解決の過程がよい比較対象となる。数学の問題を解くときに利用するのは、特定の方程式のみである。デザイン上の問題においても同様に、デザインにおける方程式を特定の方法で適用することで解決を図るのである。国際タイポグラフィー様式や関連のデザイン哲学において、デザインの文脈は答えを導き出すために非常に重要な鍵となる。

## 特徴
国際タイポグラフィー様式を念頭において設計されたそれぞれのデザインは、数学的なグリッドから始まる。これは、グリッドが “情報の構成において、最も読みやすく調和のとれた手段” と考えられているためである。 そして本文が当てられ、ここでは左揃え右ラグ組の使用頻度が最も高い。このスタイルを用いた初期のデザイナーに “進歩的な時代の精神を表す” として選ばれたサンセリフ書体が使用される。  また客観的な視点を持つ写真は、情報を明確にするデザイン要素の一つであり、いかなる宣伝あるいは商業広告の影響を受けることがなく有用である。
秩序と明瞭さへのこれほどまでの執心は、デザインが “社会的に有用で重要な活動であり、デザイナーたちはアーティストとしてではなく、社会に重要な情報を広めるための客観的指針として自分たちの役割を定義する” と信じる、この運動の先駆者たちからもたらされたものである。